# Приск Фригийский
Приск — святой мученик фригийский. День памяти — 21 сентября.
Согласно свят. Димитрию, митрополиту Ростовскому ., святой Приск проповедовал имя Христово во Фригии, в результате чего многие язычники пришли ко Христу. Впоследствии он был схвачен, повешен и подвергнут пыткам. Святого Приска рвали железными когтями так глубоко,  что всё его тело было изборождено, как вспаханная земля. Видя, как святой претерпевает столь лютые мучения, некоторые пришли в сильную ярость и,  обнажив мечи, усекли ему голову.